# Vitalisia bangiensus
Vitalisia bangiensus är en insektsart som beskrevs av Mahmood, K., Samira och Idris 2007. Vitalisia bangiensus ingår i släktet Vitalisia och familjen gräshoppor. Inga underarter finns listade i Catalogue of Life.